# Dactylaria junci
Dactylaria junci är en svampart som beskrevs av M.B. Ellis 1976. Dactylaria junci ingår i släktet Dactylaria, ordningen disksvampar, klassen Leotiomycetes, divisionen sporsäcksvampar och riket svampar.   Inga underarter finns listade i Catalogue of Life.